# Adam Krieger
Pour les articles homonymes, voir Krieger.
Ne doit pas être confondu avec Johann Philipp Krieger ou Johann Krieger.
Adam Krieger, né le 7 janvier 1634 à Driesen et mort le 30 juin 1666 à Dresde, est un compositeur et organiste allemand.

## Biographie
Adam Krieger a étudié l'orgue avec Samuel Scheidt à Halle et a poursuivi sa formation à Leipzig à partir de 1650. En 1655, il a gagné contre son concurrent Werner Fabricius, le poste d'organiste à l'église Saint-Nicolas à Leipzig, qui était devenu libre par le départ soudain de Johann Rosenmüller. Krieger a fondé le Collegium Musicum de la ville avant de se fixer pour le reste de sa carrière à Dresde. En 1657, l'électeur Jean-Georges II l'a appelé à la cour de Saxe. Krieger a alors donné des leçons de clavicorde à la fille de l'électeur. En 1658, Krieger a été nommé organiste de la cour.

## Compositions
Krieger a composé et versifié de nombreux lieder. Son premier recueil de lieder est apparu en 1657. Ils sont basés sur des mélodies populaires simples. Son deuxième recueil de lieder (1667) nous est parvenu et a été édité dans le vol.19  des Denkmäler deutscher Tonkunst. Son lied le plus célèbre est « Nun sich der Tag geendet hat », que l'on retrouve dans le livre de cantiques de l'église luthérienne et qui a été repris par Johann Sebastian Bach dans son choral BWV 396.

## Source de la traduction
- (de) Cet article est partiellement ou en totalité issu de l’article de Wikipédia en allemand intitulé « Adam Krieger » (voir la liste des auteurs).